# 聊齋志異
《聊齋誌異》，簡稱《聊齋》，又稱《鬼狐傳》，英文名为《Strange Tales from a Chinese Studio》、《Strange Stories from a Chinese Studio》、《Strange Tales from Make-Do Studio》，或字面意思为《Strange Tales from a Studio of Leisure》。是清康熙年間蒲松齡所著的奇聞軼事小說。 全書共491篇，内容十分廣泛，多談狐仙、鬼、妖，反映了18世纪中國的社會面貌。 作者也在這本書深刻地描寫了狐仙、鬼和妖，而字裡行間也透露出鬼比人還要有情義，采用志怪和传奇风格，据一些评论家称，这些故事暗含对社会问题的批判。 这部小说从 17 世纪末写到 18 世纪初，历时 40 年，以手抄本的形式在作者的朋友间流传，但直到 1766 年才付梓。 此后，许多广受好评的故事被改编成电影和电视等其他媒体。

## 成書
蒲松齡出生於書香世家，他早年也曾想借助科舉入仕，可惜屢試不第，只能以教書為生。他自幼便對民間的鬼神故事興致濃厚。據説，蒲松齡曾為了蒐集素材，在家門口開了一家茶館，來喝茶的人可以用一個故事代替茶錢。藉助這個方法，蒲松齡蒐集了大量離奇的故事，經過整理、加工後，他都將其收錄到了《聊齋志異》中。
《聊齋》一書四百多篇短篇小說中，有刺貪刺虐，有描寫花妖狐魅和鬼、妖、仙女等的愛情故事，這些故事像是作者自主創作以藉此來表達對社會的不滿和對愛情的嚮往，然而也有一些故事僅僅是情節怪異而已；其情節單一，甚至只有短短十餘字，這些故事不像是作者創作的而像是百姓之間的傳說。
学者章培恒写道，原《聊斋志异》共有八卷，最早完成于 1681 年前后，最晚完成于 1707 年至 1714 年之间。 据报道，1693 年左右，于成龙以一千两購買《聊斋志异》手稿，但松齡婉拒了他的好意。
松齡死后，他的家人小心翼翼地保存手稿定稿，包括当地县令在内的许多人都要求复制手稿。 现存最早的《聊斋志异》印刷版本是 1766 年由出版商赵起杲在杭州印刷的，他声称溥仪最初打算将他的文集命名为《鬼狐传》。赵起杲在出版物的序言中写道："我删去了简单扼要、枯燥通俗的注释，共四十八个。"此外，赵氏还删去了简略提及敏感话题的故事。尽管如此，赵氏版本仍广受好评，1767 年学者李时宪首次重新出版了赵氏版本。
1871 年后，蒲松龄第七代后人将原稿重新装订成八卷，据说原稿共有二十卷。 1950 年，蒲氏家族将残存的四卷本捐赠给辽宁省图书馆，其中包含约 237 篇短篇小说。

## 內容
与许多中国和西方恐怖小说不同，《聊斋》中的恐怖故事并不是为了吓人，而是为了模糊超自然现象与日常现实之间的界限，利用物理和心理细节使这些领域之间的移动显得自然。
《聊齋誌異》多寫人與花妖狐魅的戀愛故事，如「青鳳」、「蓮香」、「小玉」、「嬰寧」和「丫鬟」等。《聊齋誌異》也批評科舉制度的腐敗，如「考弊司」、「王之安」、「司文郎」、「三生」等；並揭露政治和社會的黑暗，如「席方平」、「依織」、「紅玉」、「竇氏」、「續黃梁」等。
《聊齋誌異》尚有其他題材，如「勞山道士」寫好逸惡勞；「黃九郎」寫斷袖之癖也；「嬌娜」寫朋友之義矣；「張誠」寫兄弟之愛；「阿繡」寫男女互戀之愛；「堪輿」寫風水迷信；「仇大娘」寫仗義行為；「田七郎」寫獵人俠義；「促織」寫鬥蟋蟀的悲喜劇；「罗刹海市」寫海上奇遇記；「偷桃」「口技」寫民間藝人的絕技。「公孫九娘」寫清初鎮壓起義軍的慘烈，“一案，連坐被誅者，棲霞、萊陽兩縣最多。一日俘數百人，盡戮于演武場中，碧血滿地，白骨撐天。上官慈悲，捐給棺木，濟城工肆，材木一空。以故伏刑東鬼，多葬南郊。”，堪為史筆。

## 章節
- 卷一

〈考城隍〉〈耳中人〉〈屍變〉〈噴水〉〈瞳人語〉〈畫壁〉〈山魈〉〈咬鬼〉〈捉狐〉〈蕎中怪〉〈宅妖〉〈王六郎〉〈偷桃〉〈種梨〉〈勞山道士〉〈長清僧〉〈蛇人〉〈斫蟒〉〈犬奸〉〈雹神〉〈狐嫁女〉〈嬌娜〉〈僧孽〉〈妖術〉〈野狗〉〈三生〉〈狐入瓶〉〈鬼哭〉〈真定女〉〈焦螟〉〈葉生〉〈四十千〉〈成仙〉〈新郎〉〈靈官〉〈王蘭〉〈鷹虎神〉〈王成〉〈青鳳〉〈畫皮〉〈賈兒〉〈蛇癖〉
- 卷二

〈金世成〉〈董生〉〈石〉〈廟鬼〉〈陸判〉〈嬰寧〉〈聶小倩〉〈義鼠〉〈地震〉〈海公子〉〈丁前溪〉〈海大魚〉〈張老相公〉〈水莽草〉〈造畜〉〈鳳陽士人〉〈耿十八〉〈珠兒〉〈小官人〉〈胡四姐〉〈祝翁〉〈獵婆龍〉〈某公〉〈快刀〉〈俠女〉〈酒友〉〈蓮香〉〈阿寶〉〈九山王〉〈遵化署狐〉〈張誠〉〈汾州狐〉〈巧娘〉〈吳令〉〈口技〉〈狐聯〉〈潍水狐〉〈紅玉〉〈龍〉〈林四娘〉
- 卷三

〈江中〉〈魯公女〉〈道士〉〈胡氏〉〈戲術〉〈丐僧〉〈伏狐〉〈蟄龍〉〈蘇仙〉〈李伯言〉〈黃九郎〉〈金陵女子〉〈湯公〉〈閻羅〉〈連瑣〉〈單道士〉〈白於玉〉〈夜叉國〉〈小髻〉〈西僧〉〈老饕〉〈連城〉〈霍生〉〈汪士秀〉〈商三官〉〈於江〉〈小二〉〈庚娘〉〈宮夢弼〉〈鴝鵒〉〈劉海石〉〈諭鬼〉〈泥鬼〉〈夢別〉〈犬燈〉〈番僧〉〈狐妾〉〈雷曹〉〈賭符〉〈阿霞〉〈李司鑒〉〈五朗大夫〉〈毛狐〉〈翩翩〉〈黑獸〉
- 卷四

〈余德〉〈楊千總〉〈瓜異〉〈青梅〉〈罗剎海市〉〈田七郎〉〈產龍〉〈保住〉〈公孫九娘〉〈促織〉〈柳秀才〉〈水災〉〈諸城某甲〉〈庫官〉〈酆都御史〉〈龍無目〉〈狐諧〉〈雨錢〉〈妾杖擊賊〉〈秀才驅怪〉〈姊妹易嫁〉〈續黃粱〉〈龍取水〉〈小獵犬〉〈棋鬼〉〈辛十四娘〉〈白蓮教〉〈雙燈〉〈捉鬼射狐〉〈蹇償債〉〈頭滾〉〈鬼作筵〉〈胡四相公〉〈念秧〉〈蛙曲〉〈鼠戲〉〈泥書生〉〈土地夫人〉〈寒月芙蕖〉〈酒狂〉
- 卷五

〈陽武侯〉〈趙城虎〉〈螳螂捕蛇〉〈武技〉〈小人 (中国传说)〉〈秦生〉〈鴉頭〉〈酒蟲〉〈木雕美人〉〈封三娘〉〈狐夢〉〈布客〉〈農人〉〈章阿端〉〈稞秭媼〉〈金永年〉〈花姑子〉〈武孝廉〉〈西湖主〉〈孝子〉〈獅子〉〈閻王〉〈土偶〉〈長治女子〉〈義犬〉〈鄱陽神〉〈伍秋月〉〈蓮花公主〉〈綠衣女〉〈黎氏〉〈荷花三娘子〉〈罵鴨〉〈柳氏子〉〈上仙〉〈侯靜山〉〈錢流〉〈郭生〉〈金生色〉〈彭海秋〉〈堪輿〉〈竇氏〉〈梁彥〉〈龍肉〉
- 卷六

〈潞令〉〈馬介甫〉〈魁星〉〈厙將軍〉〈絳妃〉〈河間生〉〈雲翠仙〉〈跳神〉〈鐵布衫法〉〈大力將軍〉〈白蓮教〉〈顏氏〉〈杜翁〉〈小謝〉〈縊鬼〉〈吳門畫工〉〈林氏〉〈胡大姑〉〈細侯〉〈狼〉〈美人首〉〈劉亮採〉〈蕙芳〉〈山神〉〈蕭七〉〈亂離〉〈豢蛇〉〈雷公〉〈菱角〉〈餓鬼〉〈考弊司〉〈閻羅〉〈大人〉〈向杲〉〈董公子〉〈周三〉〈鴿異〉〈聶政〉〈冷生〉〈狐懲淫〉〈山市〉〈江城〉〈孫生〉〈八大王〉〈戲縊〉
- 卷七

〈羅祖〉〈劉姓〉〈邵九娘〉〈鞏仙〉〈二商〉〈沂水秀才〉〈梅女〉〈郭秀才〉〈死僧〉〈阿英〉〈橘樹〉〈赤字〉〈牛成章〉〈青娥〉〈鏡聽〉〈牛〉〈金姑夫〉〈梓潼令〉〈鬼津〉〈仙人島〉〈閻羅薨〉〈顛道人〉〈胡四娘〉〈僧朮〉〈祿數〉〈柳生〉〈冤獄〉〈鬼令〉〈甄后〉〈宦娘〉〈阿繡〉〈楊疤眼〉〈小翠〉〈金和尚〉〈龍戲蛛〉〈商婦〉〈閻羅宴〉〈役鬼〉〈細柳〉
- 卷八

〈畫馬〉〈局詐〉〈放蝶〉〈男生子〉〈鐘生〉〈鬼妻〉〈黃將軍〉〈三朝元老〉〈醫術〉〈藏虱〉〈夢狼〉〈夜明〉〈夏雪〉〈化男〉〈禽俠〉〈鴻〉〈象〉〈負屍〉〈紫花和尚〉〈周克昌〉〈嫦娥〉〈鞠樂如〉〈褚生〉〈盜戶〉〈某乙〉〈霍女〉〈司文郎〉〈醜狐〉〈呂無病〉〈錢卜巫〉〈姚安〉〈採薇翁〉〈崔猛〉〈詩讞〉〈鹿銜草〉〈小棺〉〈邢子儀〉〈李生〉〈陸押官〉〈蔣太史〉〈邵士梅〉〈顧生〉〈陳錫九〉
- 卷九

〈邵臨淄〉〈於去惡〉〈狂生〉〈俗〉〈鳳仙〉〈佟客〉〈遼陽軍〉〈張貢士〉〈愛奴〉〈單父宰〉〈孫必振〉〈邑人〉〈元寶〉〈研石〉〈武夷〉〈大鼠〉〈張不量〉〈牧豎〉〈富翁〉〈王司馬〉〈岳神〉〈小梅〉〈藥僧〉〈於中丞〉〈皂隸〉〈績女〉〈紅毛氈〉〈抽腸〉〈張鴻漸〉〈太醫〉〈牛飛〉〈王子安〉〈刁姓〉〈農婦〉〈金陵乙〉〈郭安〉〈折獄〉〈義犬〉〈楊大洪〉〈查牙山洞〉〈安期島〉〈沅俗〉〈雲蘿公主〉〈鳥語〉〈天宮〉〈喬女〉〈蛤〉〈劉夫人〉〈陵縣狐〉
- 卷十

〈王貨郎〉〈疲龍〉〈真生〉〈布商〉〈彭二掙〉〈何仙〉〈牛同人〉〈神女〉〈湘裙〉〈三生〉〈長亭〉〈席方平〉〈素秋〉〈賈奉雉〉〈胭脂〉〈阿纖〉〈瑞雲〉〈仇大娘〉〈曹操塚〉〈龍飛相公〉〈珊瑚〉〈五通〉〈申氏〉〈恆娘〉〈葛巾〉
- 卷十一

〈馮木匠〉〈黃英〉〈書痴〉〈齊天大聖〉〈青蛙神〉〈任秀〉〈晚霞〉〈白秋練〉〈王者〉〈某甲〉〈衢州三怪〉〈拆樓人〉〈大蠍〉〈陳雲犧〉〈司札吏〉〈蚰蜓〉〈司訓〉〈黑鬼〉〈織成〉〈竹青〉〈段氏〉〈狐女〉〈張氏婦〉〈於子游〉〈男妾〉〈汪可受〉〈牛犢〉〈王大〉〈樂仲〉〈香玉〉〈三仙〉〈鬼隸〉〈王十〉〈大男〉〈外國人〉〈韋公子〉〈石清虛〉〈曾友於〉〈嘉平公子〉
- 卷十二

〈二班〉〈車夫〉〈乩仙〉〈苗生〉〈蠍客〉〈杜小雷〉〈毛大福〉〈雹神〉〈李八缸〉〈老龍船戶〉〈青城婦〉〈鳥〉〈古瓶〉〈元少先生〉〈薛慰娘〉〈田子成〉〈王桂庵〉〈寄生〉〈周生〉〈褚遂良〉〈劉全〉〈土化兔〉〈鳥使〉〈姬生〉〈果報〉〈公孫夏〉〈韓方〉〈紉針〉〈桓侯〉〈粉蝶〉〈李檀斯〉〈錦瑟〉〈太原獄〉〈新鄭訟〉〈李象先〉〈房文淑〉〈秦檜〉〈浙東生〉〈博興女〉〈一員官〉〈丐仙〉〈人妖〉〈蟄蛇〉〈晉人〉〈龍〉〈愛才〉

## 藝術特色
情節上，《聊齋誌異》的故事情節曲折；人物方面，善於塑造人物，通過寫景烘托人物；語言方面，善於提煉語言；風格方面，寓浪漫主義色彩。
對於人物及人與人的關係刻畫的十分清楚，將人的複雜性道出，引導讀者反思道德觀念。
筆法及內容上，兼具魏晉志怪及唐代傳奇之特色。
總體來說，閱讀《聊齋誌異》能加深對中國古典文學的理解，能感受古代的社會風貌，能思考人性與道德議題，對妖、神、仙、精等再更加一層的理解。

## 評價
蒲松龄同鄉好友王士禎則為《聊齋誌異》題詩：“姑妄言之姑聽之，豆棚瓜架雨如絲。料應厭作人間語，愛聽秋墳鬼唱詩。”士禎對《聊齋誌異》甚為喜愛，給予極高評價，所谓“数奇其才，谓非寻常流辈所及也。”，並為其作評點，甚至欲以五百兩黃金購《聊齋誌異》之手稿而不可得。乾隆年間，余集在整理《聊斋誌异》刊刻写序，指出这部作品在“恍惚幻妄，光怪陆离”之中“托志幽遐”，有“微旨所存”。
紀曉嵐：“留仙之才，余诚莫逮其万一。”/但紀曉嵐也批判聊齋“一書兼二體”。
冯镇峦于嘉庆二十三年（1818年）评点《聊斋》，並稱“当代小说家言，定以此书第一”。“聊齋非獨文筆之佳，獨有千古，第一議論醇正，準情酌理，毫無可駁。如名儒講學，如老僧談禪，如鄉曲長者讀誦勸世文，觀之實有益於身心，警戒頑愚。至說到忠孝節義，令人雪涕，令人猛醒，更為有關世教之書。”陳廷機《聊齋誌異》序：“亦以空前絕後之作，使唐人見之，自當把臂入林，後來作者，宜其擱筆耳。”
魯迅評論《聊齋誌異》：“《聊斋誌异》虽亦如当时同类之书，不外记神仙狐鬼精魅故事，然描寫委曲，敘次井然，用傳奇法，而以志怪。變幻之狀，如在目前；又或易调该弦，别叙崎人异行，出于幻灭，顿入人间；偶叙琐闻，亦多简洁，故读者耳目，为之一新。……明末志怪群書，大抵簡略，又多荒誕不情；《聊齋誌異》獨於詳盡之處，示以平常，使花妖狐魅，多是人情，和易可親，忘為異類，而又偶見鶻突，知復非人。”
郭沫若：「寫鬼寫妖高人一等，刺貪刺虐入骨三分。」
早期的《聊斋志异》评论将其视为志怪体裁中 "上乘而典型的范例"。后来的评论家和作家不同意这种观点，而是将重点放在故事的寓言性质上。
赵启高的秘书虞集在为赵启高版本的《聊斋志异》所作的序言中写道："......说《聊斋志异》与稀有现象集或奇闻异事集差别不大，是一种非常肤浅的看法，与作者的意图大相径庭"
蒲松龄的孙子蒲立德认为《聊斋志异》是 "一次严肃的自我表达"。
清代评论家但明伦在 1842 年为《聊斋志异》所作的注释序言中写道："从《聊斋志异》中，我也领悟到了文学的方法"
在同一时期，《聊斋志异》也引起了西方作家的批评关注，如塞缪尔·威尔斯·威廉斯在其著作中提到《聊斋志异》是 "一部语言纯正、风格典雅的完美作品"，其 "优美的文风 "也得到了威廉·弗雷德里克·梅耶斯和卡尔·居茨拉夫等人的赞誉。
庆应义塾大学的藤田幸宪 1954 年写道："在中国古代小说的众多文学作品中《聊斋志异》是最杰出的。
今井博正形容《聊斋》是 "鬼怪文学的巅峰之作"。
豪尔赫·路易斯·博尔赫斯也将《中国画室怪谈》列为他最喜欢的书籍之一。

## 版本
1、稿本系統（即作者親手寫的本子）：作者去世后五十余年中，子孙因家贫也无力将手稿刊行流传。在很长一段时间内，《聊斋誌异》手稿同蒲氏其他一些手稿（文集四卷、诗集六卷、杂著五种、戏曲三出、俚曲十四种）一直深扃严藏于淄川城内玉英街蒲氏家祠。咸丰年间，蒲氏七世孙蒲价人在山东淄川老家于家族间因子女过嗣，引起了纠纷， 携家远走东北，辽宁省图书馆珍藏至今。2012年，辽宁省图书馆商上海古籍出版社，将馆藏蒲松龄《聊斋志异》半部手稿用高仿技术影印出版。
- 同治八年（1869年），辽宁庄河刘滋桂随其父至沈阳读书，与蒲价人相识，得知家藏先祖蒲松龄《聊斋志异》手稿，曾借回一阅，其父就青柯亭本《聊斋志异》与手稿本互校，将刻本所遗漏的故事五十六则一一抄录下来。民国三年（1914年），刘滋桂将四十五年前由蒲价人家藏蒲氏手稿中辑录的五十六篇故事，编辑成《聊斋志异逸编》二卷。并在序言中称：“同治已巳，先君需次教职，携桂至沈阳读书，有淄川蒲留仙七世孙蒲价人硕庵氏，精日者术，出其家藏《聊斋志异》原稿二十余册，卷皮磨损。先君批阅，有未经锓梓者五十六条，按条录竣，重为装潢璧还。维时桂甫成童，迄今阅五十载矣”。

2、抄本系統（即作者以外的人所傳抄的本子）：《聊斋誌异》完成于清康熙十九年（1680年）；在蒲松龄生前及去世五十年内多以抄本流传
- 康熙年间抄本：现藏于山东省博物馆。研究者多认为这是最接近于原作手稿本的抄本，是现存早期抄本中唯一直接依据原稿抄录的，其抄写格式、分册情况与原稿完全相同。根据抄本与现存原稿看，一字不差者达三十七篇，其他篇个别地方有错，也完全是抄录者的笔误，不是有意为之。
- 雍正末年抄本
- 雍正乾隆年间黄炎熙选抄本：文字上也较接近原稿本，异文较少。
- 乾隆十六年历城张希杰铸雪斋抄本（1752年）
- 乾隆年间二十四卷抄本
- 異史稿本

3、刊本系統（即正式發行出版的本子）：
- 青柯亭刻本（首刊本）乾隆三十一年（1766年，蒲松齡逝世50年後）。山东莱阳赵起杲在浙江严州做知府，刻印“青柯亭本”问世，是为《聊斋誌异》最早的刻本。
- 《注聊斋异图咏》十六卷（清）蒲松龄撰（清）吕湛恩注上海同文书局清光绪12年（1886年）

### 翻譯本
《聊斋誌异》享譽全世界，有數種翻译本。

#### 英譯本
- Pu, Songling.  [Strange Stories from a Chinese Studio (Unabridged Version) 全十二册]. Park Jongho (翻译). Seoul: Park Jongho. 2024 （英语）. ASIN B0CXKK9GCC 
[查证请求]
- Pu, Songling.  [Strange Stories from a Chinese Studio]. Giles, Herbert Allen (翻译); R. C. Campbell ; Cole, Alonzo Deen. London: Kelly & Walsh, Limited. 1908 （英语）. 
[查证请求]
- Pu, Songling.  [Songling, Pu: Liaozhai Stories of Fox-Fairies, Ghosts & Other Marvels]. Yang Xianyi; Gladys Yang; Xu Gongli; Hu Shiguang. 1981. ISBN 0-8351-1331-0 （英语）.
- Pu, Songling.  [Strange Tales from a Chinese Studio]. John Minford. Penguin Classics. 2006. ISBN 0-14-044740-7 （英语）.

#### 法譯本
- Pu, Songling.  [Contes Fantastiques Du Pavillon Des Loisirs Moundarren]. 1998. ISBN 7-119-01551-6 （法语）.
- Pu, Songling.  [Chroniques De L'etrange]. Picquier Poche. Éditions Philippe Picquier. 1999. ISBN 2-87730-465-5 （法语）.

#### 德譯本
- Pu, Songling.  [Wundersame Geschichten aus der Studierstube der Muße (Ausgewählt und Deutsch)]. Zhang Penggao. Peking: China International Book. 2002 （德语）. 
[查证请求]

#### 西譯本
- P'u, Sung-ling. Alianza , 编.  [Cuentos De Liao Zhai]. ISBN 84-206-4571-0 （西班牙语）.

#### 俄譯本
- Пу, Сун-Лин.  [Ляо Чжай чжи и (Перевод с китайского и комментарии академика)]. 瓦西里·阿列克謝耶夫主譯 （俄语）.

#### 吉尔斯的译本
约翰·明福德和唐曼将赫伯特·吉尔斯的译本描述为 "审慎的"，因为他选择不翻译 "任何与性、生殖、血有关的内容，有时甚至是人体的任何方面"，并经常 "不遗余力地掩盖自己的痕迹，表现出相当的狡猾和奸诈"。"
在吉尔斯的译本中，狐狸精希望与人聊天、喝茶，而不是试图引诱和进行性交，浪漫的伴侣最多只是交换吻。 他们写道，"吉尔斯是他所处时代的产物"，因为他必须遵循维多利亚时代的道德规范，并呼吁读者 "不要过分解读吉尔斯对《聊斋志异》的篡改"。他们补充说，"广泛发行的商务印书馆（香港）版本的《聊斋志异》也做了许多与吉尔斯相同的审慎删减"。"闵福德和唐文写道，尽管吉尔斯的译本 "充其量只是被悄悄地容忍，更多时候是被嘲笑，被斥责为东方主义的低俗化......"蒋丽娟将闵福德和唐文的文章描述为 "赛典赤后的重新评价"，将吉尔斯的译本与中国传统和现代的故事表现形式进行了比较。

## 影响
《聊斋志异》是自明代三大话本以来最受赞誉的中国灵异故事集、 这三部作品分别是瞿佑的《剪灯新话》、李昌祺的《剪灯余话》和邵景瞻的《覓燈因话》； 这三部作品在东亚产生了深远影响。
《聊斋誌异》在清代风行一時，類似《聊斋誌异》的小说大量出現：
- 沈起鳳《諧鐸》
- 袁枚《子不语》（又名《新齊諧》）
- 闲斋氏《夜谭随录》
- 长白浩歌子《萤窗异草》
- 纪昀《阅微草堂笔记》
- 宣鼎《夜雨秋灯录》
- 王韬《淞滨琐话》、《淞隐漫录》

时至近代，《聊斋誌异》魅力未减，書中多部作品如《聶小倩》、《勞山道士》、《阿寶》、《促織》、《陸判》、《田七郎》、《羅剎海市》、《畫皮》、《酆都御史》、《龍無目》、《狐諧》、《雨錢》、《畫壁》等經改編成小說、戲曲、電視劇、電影，膾炙人口，為今人所熟悉。
《聊斋誌异》曾被中国政治人物如毛泽东、邓小平提及。毛泽东在1958年“炮击金门”时提到《狂生夜坐》的故事；邓小平的“貓論” （黑猫白猫，抓住老鼠就是好猫）则来自《秀才驅怪》——“黄狸黑狸，得鼠者雄”。

## 延伸阅读
- Monika Motsch (莫宜佳). . 韋波 (翻译). 上海: 華東師範大學出版社. 2008 （中文（中国大陆））.
- 辜美高. . 天津: 天津古籍出版社. 1988.。
- 宋耕. . 中国文化研究. 2009, (1): 57–65  [2022-05-14]. ISSN 1005-3247. doi:10.15990/j.cnki.cn11-3306/g2.2009.01.006. （原始内容存档于2022-05-14）.&type=journalArticle&datatype=journalArticle NCPSSD 30057279
- 户仓英美. . 蒲松龄研究. 1992, (4): 57–76  [2022-05-14]. ISSN 1002-3712. doi:10.19330/j.cnki.1002-3712.1992.04.006. （原始内容存档于2022-05-14）.&type=journalArticle&datatype=journalArticle NCPSSD 1005127683
- 八木章好. . 蒲松龄研究. 2004, (4): 97–101  [2022-05-14]. ISSN 1002-3712. doi:10.19330/j.cnki.1002-3712.2004.04.011. （原始内容存档于2022-05-14）.&type=journalArticle&datatype=journalArticle NCPSSD 12018319
- 八木章好. . 蒲松龄研究. 2003, (1): 92–95+154  [2022-05-14]. ISSN 1002-3712. doi:10.19330/j.cnki.1002-3712.2003.01.009. （原始内容存档于2022-05-14）.&type=journalArticle&datatype=journalArticle NCPSSD 7796180
- 李福清. . 漢學研究通訊 (華藝線上圖書館). 2001, (4): 28–42. ISSN 0253-2875 （中文（臺灣））.

[在维基数据编辑]
 在维基文库阅读本作品原文（ 在维基共享资源阅览影像）